# Exit to Eden (filme)
Exit to Eden (no Brasil: O Amor é uma Grande Fantasia) é um filme de 1994 dos gêneros comédia e suspense.
O filme é baseado no romance homônimo de Anne Rampling.

## Sinopse
Dois tiras de Los Angeles estão prestes a espionar um mundo que nunca imaginaram nem em seus sonhos mais selvagens. Na pista de um perigoso contrabandista e sua cúmplice, vão parar no Club Eden, um paraíso tropical, onde a libido e as fantasias sexuais mais secretas são trazidas para a realidade. Sob encanto tão sensual, eles precisarão mostrar muito mais do que seus distintivos para proteger seus disfarces.

## Elenco
- Dana Delany como Lisa Emerson
- Paul Mercurio como Elliott Slater
- Rosie O'Donnell como Sheila Kingston
- Dan Aykroyd como Fred Lavery
- Donna Dixon como a Ex do Fred Lavery
- Hector Elizondo como Dr. Martin Helifax
- Stuart Wilson como Omar
- Iman Abdulmajid como Nina Blackstone
- Sean O'Bryan como Tommy Miller
- Stephanie Niznik como Diana
- Phil Redrow como Richard
- Sandra Taylor como Riba
- Julie Hughes como Julie
- Laura Harring como M.C. Kindra
- Deborah Pratt como Dr. Williams
- Laurelle Mehus como Heidi
- Tom Hines como Nolan
- Alison Moir como Kitty
- James Patrick Stuart como James
- Rosemary Forsyth como Mrs. Brady
- John Schneider como Professor Collins

## Recepção
O filme foi alvo constante de críticas negativas, especialmente por fugir muito da história original do livro, não sabendo mesclar os elementos humorísticos com a obra de Anne Rice. No site do agregador de críticas Rotten Tomatoes, o filme possui uma aprovação de 6% baseado em 18 análises, com uma nota média de 3,2/10.
Lisa Schwarzbaum, crítica de cinema do Entertainment Weekly, diz que o filme "tenta ser uma comédia sexual, mas não é nem sexy nem engraçado". Já o crítico de cinema Daniel Barnes afirmou que "o filme é baseado em um romance de Anne Rice sobre uma ilha dedicada a fantasias sadomasoquistas. No entanto, em um típico ato de covardia, a versão cinematográfica é uma comédia boba sobre policiais disfarçados e ladrões de joias ambientados em uma ilha dedicada a fantasias pseudo-sadomasoquistas".

### Prêmios e indicações
| Ano  | Prêmio                                            | Categoria               | Indicação                     | Resultado | Ref. |
| ---- | ------------------------------------------------- | ----------------------- | ----------------------------- | --------- | ---- |
| 1994 | Stinkers Bad Movie Awards                         | Pior Atriz              | Rosie O'Donnell               | Venceu    |      |
| 1995 | Framboesa de Ouro                                 | Pior Atriz Coadjuvante  | Rosie O'Donnell               | Venceu    |      |
| 1995 | Framboesa de Ouro                                 | Pior Ator Coadjuvante   | Dan Aykroyd                   | Indicado  |      |
| 1995 | Framboesa de Ouro                                 | Pior Casal (Pior Dupla) | Dan Aykroyd e Rosie O'Donnell | Indicado  |      |
| 1995 | Dallas-Fort Worth Film Critics Association Awards | Pior Filme              |                               | 2o Lugar  |      |